# Peter Cetera (álbum)
Peter Cetera, lanzado en 1981, es el primer lanzamiento en solitario homónimo del entonces miembro de Chicago y vocalista Peter Cetera.
Un álbum mucho más orientado al rock que Chicago  producía en ese momento, Cetera lanzó su álbum en diciembre de 1981 cuando todavía era miembro de la banda. Lanzado por Full Moon Records, una subsidiaria de Warner Brothers (reeditado en 2004 por Wounded Bird Records), el álbum no tuvo éxito comercial.
Sin embargo, el disco fue notable porque todas menos una canción ("I Can Feel It", que fue coescrito por Cetera)  fueron escritas por el propio Cetera. El sencillo "Livin 'In The Limelight", el único hit del álbum, llegó al Top 10 de Billboard Mainstream Roca.
Un año después de Peter Cetera fuera lanzado, Cetera y Chicago tuvieron un gran regreso con el sencillo # 1 "Hard to Say I'm Sorry" y el álbum titulado Chicago 16. Después de 1984 Chicago 17 también fue un gran éxito, Cetera dejó la banda para concentrarse en su carrera como solista.
Carl Wilson de los Beach Boys,  amigo de Cetera, tocó la guitarra en algunos de sus álbumes.

## Producción y Notas
Cetera grabó originalmente este disco como su primer álbum en solitario, mientras que Chicagoaun
tenía su contrato con Columbia Records. Después Columbia liberó al grupo, Cetera personalmente compró los derechos de este álbum de Columbia, el cual se había negado a liberar, y el álbum fue lanzado posteriormente por Full Moon Records.
A excepción de "Livin 'in the Limelight", el álbum fue un fracaso comercial, que Cetera atribuyó a la negativa de Warner Bros. Records a promover su trabajo en solitario por temor a que él dejaría Chicago, El cual tenía muy poco tiempo de haber firmado  con la disquera. Debido en parte a esta controversia, Cetera finalmente dejó Chicago en julio de 1985 y se convirtió en un artista en solitario a tiempo completo con su siguiente y más exitoso álbum en solitario, Solitude / Solitaire.

## Canciones
Todas las canciones fueron escritas por Peter Cetera, salvo que se indique lo contrario.
1. "Livin 'In The Limelight" - 4:22
2. "I Can Feel It" (Cetera, Fataar, Wilson) - 3:11
3. "How Many Times" - 4:23
4. "Holy Moly" - 4:27
5. "Mona Mona" - 3:21
6. "On The Line" - 4:03
7. "Not Afraid To Cry" - 3:29
8. "Evil Eye" - 2:36
9. "Practical Man" - 3:53
10. "Ivy Covered Walls" - 3:57

Peter Cetera llegó al puesto  # 143 en la lista de álbumes pop de Billboard

## Personal
- Steve Lukather: guitarras (en la pista 1)
- Carl Wilson: Guitarra
- Michael Boddicker: Sintetizador
- Michael Botts: tambores
- Peter Cetera: bajo, guitarra, percusión, voz, productor
- Craig Doerge: teclados
- Eames ricos: teclados
- Kenny Edwards: Guitarra
- Ricky Fataar: tambores
- Steve Forman: percusión
- Bob Glaub: bajo
- Marcos Goldenberg: Guitarra
- Gary Herbig: saxofón
- Craig casco: guitarra
- Josh Leo: Guitarra
- Tommy Morgan: armónica
- Carlos Muñoz: piano
- Chris Pinnick: Guitarra
- David Wolinski "Hawk": Sintetizador
- William D. "Smitty" Smith: teclados
- Mark Williams: percusión

- Datos: Q7173222